# Список термінів об'єктно-орієнтованого програмування
- private
- protected
- public
- Unified Modeling Language
- Аспектно-орієнтоване програмування
- Базовий клас
- Будівник
- Віртуальний метод
- Деструктор
- Екземпляр класу
- Зв'язність
- Інверсія керування
- Інкапсуляція
- Інтерфейс
- Ітератор
- Клас
- Конструктор
- Конструктор копіювання
- Контейнер
- Ланцюжок відповідальностей
- Метаклас
- Метапрограмування
- Метод
- Міст
- Множинне успадкування
- Модель-вид-контролер
- Незмінний об'єкт
- Об'єкт
- Область видимості
- Обмін повідомленнями
- Обробка винятків
- Одинак
- Ортогональність
- Парадигма програмування
- Перевантаження операторів
- Персистентність
- Пов'язаність
- Поліморфізм
- Приведення типів
- Принцип підстановки Лісков
- Простір назв
- Прототипне програмування
- Система типізації
- Таблиця віртуальних функцій
- Узагальнене програмування
- Успадкування
- Фабричний метод
- Функція першого класу
- Шаблони проєктування програмного забезпечення
- Шаблонний метод
- Швидка розробка програмного забезпечення